# Heinrich von Zügel
Heinrich Johann von Zügel, född den 22 oktober 1850 i Murrhardt, Württemberg, död den 30 januari 1941 i München, var en tysk målare. 
von Zügel studerade i Stuttgart och Wien, blev efter flerårig vistelse i Paris lärare vid konstskolan i Karlsruhe 1894 och professor vid konstakademien i München 1895. Han var en erkänt skicklig djurmålare. Hans målningar utmärks av god karakteristik av djuren samt frisk luftbehandling och kraftig koloristisk hållning. von Zügel är representerad i Nya pinakoteket i München, Nationalgalleriet i Berlin (Fårhjord i hagen 1895, Gosse med ko 1896, Kor på solbelyst slätt 1897) och i andra tyska museer.